# Cantó de Glarus
Glarus (pronunciació en alemany: /ˈɡlaːrʊs/; francès, Glaris) és un cantó del centre-est de Suïssa. La capital és Glarus. S'hi parla una varietat de l'alamànic. La majoria dels seus habitants (81%) s'identifiquen com a cristians, amb proporcions aproximadament iguals de protestants i catòlics.